# Leszek Szymowski
Leszek Szymowski (ur. 9 maja 1981 w Krakowie) – polski dziennikarz śledczy, fotograf, pisarz i przedsiębiorca. Autor książek i artykułów ujawniających kulisy afer politycznych i gospodarczych w Polsce. Organizator Targów Ksiażki Patriotycznej

## Wykształcenie
Jest synem krakowskiego inżyniera Andrzeja Szymowskiego – założyciela telewizji internetowej BonTV. Studiował na Uniwersytecie Warszawskim, gdzie skończył Wydział Dziennikarstwa i Nauk Politycznych oraz Studium Europy Wschodniej na specjalności: Rosja i Europa Wschodnia. W 2014 roku rozpoczął studia doktoranckie w Szkole Głównej Handlowej w Warszawie. Mówi płynnie po angielsku, niemiecku, francusku i rosyjsku.

## Praca dziennikarska
Pierwsze artykuły publikował w 1998 roku na łamach „Dziennika Polskiego”, do którego trafił po warsztatach dziennikarskich organizowanych przez redakcję dla krakowskiej młodzieży. W trakcie studiów, współtworzył wraz z Michałem Sikorskim i Filipem Frąckowiakiem miesięcznik „Stosunki Międzynarodowe”, którego był korespondentem w Iraku. Od 2007 roku jest dziennikarzem śledczym tygodnika „Angora”.
Pracę dziennikarza śledczego rozpoczął w 2005 roku w „Gazecie Polskiej”, gdzie pisał na temat afer paliwowych i nieznanych kulisów zabójstwa księdza Jerzego Popiełuszki. Z redakcją rozstał się po konflikcie z Tomaszem Sakiewiczem i Katarzyną Gójską-Hejke, którzy oskarżali go o współpracę z rosyjskim wywiadem. W latach 2008–2009 był równolegle dziennikarzem śledczym tygodnika „Wprost”, a w latach 2009–2015 tygodnika „Gazeta Finansowa” i „Warszawska Gazeta”. Był również autorem, jak i współautorem reportaży emitowanych na antenie Telewizji Polskiej w programach „Misja Specjalna” i „30 Minut Extra”. W latach 2009–2011 pracował w Onet.pl, skąd go usunięto po tym jak wbrew woli kierownictwa redakcji zaczął badać okoliczności katastrofy smoleńskiej i jej oficjalne ustalenia, oraz publikować w tygodniku „Najwyższy Czas!” artykuły na ten temat. Od 2009 roku publikuje w tygodniku „Najwyższy Czas!”.

### Publikacje prasowe i książkowe (wybór)
Jako dziennikarz śledczy Szymowski ujawnił dużą liczbę afer politycznych, kryminalnych i gospodarczych. Za najważniejsze jego publikacje uznać można przedstawienie (na łamach „Gazety Polskiej”) kulisów uprowadzenia i zabójstwa księdza Jerzego Popiełuszki oraz ustaleń ze śledztwa IPN, które dowodziły, że wersja oficjalna jest nieprawdziwa. Na łamach „Wprost” ujawnił m.in. kulisy zabójstwa Jacka Dębskiego, tożsamość mordercy księdza Stefana Niedzielaka, oraz powiązania detektywa Krzysztofa Rutkowskiego z gangiem mokotowskim. Na łamach „Angory” ujawnił kulisy śledztwa w sprawie tajnych więzień CIA w Polsce, oraz zeznania świadków koronnych: „Masy” i Mariana W. ps. „Maniek” – pierwszego Polaka, który został świadkiem koronnym amerykańskiej agencji antynarkotykowej DEA. Ujawniał również zeznania gangsterów: „Bajbusa”, „Marcela” i „Janka”, mówiące o zbrodniach gangu mokotowskiego i jego powiązaniach z politykami i samorządowcami.
W kwietniu 2015 na łamach „Gazety Finansowej” opublikował artykuł, z którego wynikało, że spółka należąca do byłego ministra spraw wewnętrznych Bartłomieja Sienkiewicza była kontrahentem jednej ze spółek-córek Gazpromu, co miało związek z tym, że sabotowała ukończenie realizacji terminala gazowego w Świnoujściu. Spółka i sam Sienkiewicz zapowiedzieli wytoczenie procesu redakcji i autorowi, jednak ostatecznie nie wystąpili z pozwem sądowym.
W marcu 2011 roku wydał książkę „Zamach w Smoleńsku. Niepublikowane dowody zbrodni”. Twierdzi w niej wprost, że polski samolot wylądował w lesie przed lotniskiem smoleńskim i dopiero potem został rozerwany eksplozją bomby próżniowej (termobarycznej), a pasażerów, którzy przeżyli, dobijano z broni palnej.

### Procesy sądowe
Publicystyka Leszka Szymowskiego wywołuje kontrowersje, głównie u osób, które były bohaterami jego reportaży. W 2007 roku po emisji w Telewizji Polskiej reportażu Szymowskiego na temat spółki EKOTRADE, spółka ta wystąpiła z pozwem sądowym przeciwko dziennikarzowi i TVP, domagając się prawie miliona złotych odszkodowania i przeprosin w większości mediów. Po ośmiu latach, w marcu 2015 roku, Sąd Okręgowy w Warszawie oddalił powództwo, a pracę Szymowskiego nazwał „wzorem rzetelności dziennikarskiej”. Wyrok podtrzymał dwa lata później Sąd Apelacyjny. W latach 2008–2016 prokuratury prowadziły kilkanaście śledztw, które miały na celu ujawnienie źródeł przecieku informacji opublikowanych przez dziennikarza głównie w artykułach w tygodniku „Angora”. Kończyły się one umorzeniem, bo Szymowski odmawiał ujawnienia nazwisk osób, które udzielały mu informacji.
W 2012 roku wytoczył proces o zniesławienie Cezaremu Gmyzowi za artykuł „Próba zastraszenia w obronie nierzetelnej książki” opublikowany przez Gmyza w „Rzeczpospolitej” w kwietniu 2012, w którym Gmyz stwierdził, że Szymowski posuwał się do szantażu, aby zatrzymać krytyczną recenzję swojej książki. 28 stycznia 2014 Sąd Okręgowy oddalił powództwo uznając, że Cezary Gmyz nie był autorem artykułu. Przedstawiony przez Szymowskiego dowód w postaci zaświadczenia wydawcy „Rzeczpospolitej” stwierdzającego autorstwo Gmyza, został przez sąd niedopuszczony jako nielegalny. Sąd Apelacyjny w Warszawie nazwał ten wyrok „absurdalnym” i w listopadzie 2014 uchylił go. 8 listopada 2016 Sąd Okręgowy wydał ponowny wyrok w tej sprawie, nakazując Gmyzowi przeprosiny i zapłatę kosztów sądowych.
W 2012 roku prywatny akt oskarżenia przeciwko dziennikarzowi skierował Zbigniew Ziobro, który poczuł się urażony artykułem w „Angorze” o swoich związkach z aferą wokół więzień CIA. Sąd w obu instancjach uniewinnił dziennikarza. Ziobro skierował do sądu pozew cywilny o naruszenie dóbr osobistych przeciwko dziennikarzowi i wydawcy Tygodnika „Angora”. W marcu 2017 Sąd Okręgowy w Łodzi uznał powództwo za zasadne i nakazał pozwanym przeproszenie Ziobry. 1 kwietnia 2019 Sąd Apelacyjny w Łodzi zmienił ten wyrok i powództwo oddalił w całości a kosztami obciążył Ziobrę.
W sierpniu 2016 r. Prokuratura Krajowa postawiła Szymowskiemu zarzut ujawnienia tajemnicy śledztwa w publikacjach na łamach tygodnika „Angora” dotyczących zabójstwa Marka Papały. Ten sam zarzut postawiono również Pawłowi Woldanowi – redaktorowi naczelnemu Angory. Po trzech miesiącach prokuratorzy zmienili zdanie i wycofali zarzuty. W 2017 prokurator Prokuratury Rejonowej Warszawa-Mokotów postawił Szymowskiemu zarzut ujawnienia tajemnicy śledztwa polegającej na ujawnieniu w książce „Księżobójcy. Anatomia zbrodni” nazwiska domniemanego zabójcy księdza Stefana Niedzielaka. 6 kwietnia 2018 Sąd Rejonowy Warszawa-Mokotów sprawę umorzył, uznając, że czyn stanowi niską szkodliwość społeczną. Dziennikarz, który chciał umorzenia ze względu na niepopełnienie przestępstwa, zapowiedział pozew przeciwko Polsce do Trybunału w Strasburgu.

### Działalność biznesowa
Od 2010 roku, równolegle z pracą dziennikarską, prowadzi firmę zajmującą się eksportem polskich produktów.

## Publikacje książkowe
- (2011) Zakazana historia (wyd. Penelopa), współautorzy: Jan Piński, Leszek Pietrzak, Rafał Przedmojski, Antoni Wręga, Dominik Smyrgała, ISBN 978-83-62908-13-4.
- (2011) Zamach w Smoleńsku (wyd. Bollinari Publishing House), ISBN 978-83-932704-0-8.
- (2011) Imperium marnotrawstwa. Gdzie znikają nasze pieniądze. (wyd. Penelopa), ISBN 978-83-62908-16-5.
- (2012) Agenci SB kontra Jan Paweł II (wyd. Penelopa), ISBN 978-83-62908-24-0.
- (2012) Media wobec bezpieki (wyd. Bollinari Publishing House), ISBN 978-83-932704-6-0.
- (2013) Operacja Smoleńsk (wyd. 3S Media), ISBN 978-83-61935-96-4.
- (2013) Zabić komendanta. Kulisy zabójstwa generała Marka Papały (wyd. CapitalBook), ISBN 978-83-64037-99-3.
- (2013) Seryjny samobójca (wyd. Bollinari Publishing House), ISBN 978-8363865-05-4.
- (2013) Oszust matrymonialny (wyd. Bollinari Publishing House), ISBN 978-83-63865-64-1.
- (2014) HomoTerror (wyd. Bollinari Publishing House), ISBN 978-83-63865-21-4.
- (2014) Polska nie zginęła… my żyjemy – wywiad rzeka z Romualdem Szeremietiewem (wyd. Nobilis), ISBN 978-83-60297-61-2.
- (2015) Zakazane śledztwo. Jak torpedowano dochodzenie do prawdy o zamachu na Jana Pawła II (wyd. Nobilis), ISBN 83-60297-63-0.
- (2016) Księżobójcy. Anatomia zbrodni (wyd. Editions Spotkania), ISBN 978-83-7965-212-9.
- (2019) Uwikłany. Nieautoryzowana biografia Zbigniewa Ziobry (wyd. Nobilis), ISBN 978-83-60297-70-4 Przedmowa: Stanisław Michalkiewicz
- (2021) Operacja Okrągły Stół. Kulisy transformacji ustrojowej (wyd. CapitalBook) ISBN 978-83-66490-46-8 Przedmowa: Grzegorz Braun
- (2023) Fundusz zbrodni: kulisy afery FOZZ (wyd. Capital) ISBN 978-83-67607-08-7 Przedmowa: Marcin Rola, Wstęp: Stanisław Michalkiewicz
- (2024) Vendetta (wyd. Capital) ISBN 978-83-67607-61-2